# 不信任議決権
不信任議決権（ふしんにんぎけつけん）は、行政を担う政府、内閣（合議体）、首相、大統領など、あるいは立法府の議会の役員に対し信任しない議決を行う権限。行政府に対しては、日本では内閣に対して、ドイツでは連邦首相に対して行われ、南アフリカ共和国などの国々では大統領に対しても行われる。また、イギリスでは内閣の提出する重要法案の否決の場合でも同様の効果があるとされており、国や組織によって形式（動議や決議）や効果が異なる。
なお、公職者の犯罪や背任行為を理由として職を解く弾劾とは区別される。

## 欧州

### EU
欧州連合（EU）では欧州議会に欧州委員会に対する委員会不信任議決権（Right to pass a motion of no-confidence in the Commission）が認められている。

### ドイツ
ドイツでは、下院（連邦議会）に連邦首相に対する不信任決議権が認められている。法的効果の認められる不信任決議の対象となるのは連邦首相である（内閣に対するものではなく各大臣に対しては辞職を義務づける不信任決議制度は採用されていない）。
連邦首相に対する不信任は、ドイツ連邦共和国基本法（憲法）第67条(1)の規定により、その過半数で後任首相を選出した上で行う必要があり、連邦大統領に対して連邦首相の罷免を要請することが要件とされている（建設的不信任の制度）。

### フランス
フランスでは、下院（国民議会）に政府に対する不信任決議権が認められている。
フランス第五共和制では執行権は、国民による直接選挙で決まり、無答責とされる共和国大統領と、対議会責任を負う首相とが分有しており、二頭制と呼ばれている。下院は首相が率いる政府に対して不信任動議の表決を行うことで責任を追及し、不信任動議が採択されたときは首相は大統領に対して辞表を提出しなければならないとされている。

### イギリス
イギリスでは下院（庶民院）に内閣不信任決議権が認められている。下院の不信任案（信任案・それに匹敵する重要法案）の採決で政府が敗北した場合には、憲法習律上内閣は総辞職するか下院を解散するよう国王に助言しなければならない。

### アイルランド
アイルランドでは、大統領の権限はほとんどが儀礼的なものであるが、法案の合憲性審査を最高裁判所に対して要請する場合と首相からの下院の解散の要請を拒否する場合は裁量権が認められている。下院から不信任を受けた首相は大統領に対して下院の解散を要請できるが、大統領はこれを拒否することができ、拒否された場合は首相は直ちに辞任しなければならず下院で新たに首相が選出される。

### 北マケドニア
北マケドニアの憲法では、政府は議会の信任に依存するとされ（92条）、首相は議会から不信任決議を受けたときは辞職しなければならない（93条）。大統領にも首相にも議会解散権はなく議会による自主解散のみがある（63条）。

### クロアチア
クロアチアでは議会選挙の後で各党の議席の獲得状況をみて大統領が各会派と協議して議会から信任を得られる人物を首相候補として指名する（大統領に首相の選任の裁量権はない）。首相候補は閣僚候補を提案して組閣し、議会に対して30日以内に新内閣と綱領の信任を求めるが、これが否決されたときは議会は解散される。
政権発足後、議会が不信任を決議した場合または提出された予算案を120日以内に議会が可決しない場合には、首相は大統領に対して議会の解散を提案できる。

### ジョージア
ジョージアでは2004年に首相や内閣が議会の信任に基づく制度が導入され、議会が内閣を不信任としたときは大統領は議会を解散しなければならず議会選挙が実施される。

### スロベニア
スロベニアでは、内閣（首相と閣僚）は議会に責任を負うとされており、首相が下院に要請した信任投票が否決されたときは下院は30日以内に新首相を選出するか再度投票を行って信任しなければならず、いずれもできないときは大統領によって下院は解散される。

### チェコ
チェコでは、大統領が首相を任命し、首相の提案に基づき閣僚も任命する。内閣は任命後30日以内に下院の信任を得なければならず、信任を得られなかったときは新たな首相を任命する必要がある。2度連続して下院の信任を得られなかったときは下院議長が推薦する人物を任命する義務がある。
大統領は下院議長が推薦する首相候補の信任を下院が否決したときや政府が信任をかけた法案を下院が否決したときなど特定の状況となった場合にのみ下院を解散することができる。

## アフリカ

### 南アフリカ共和国
南アフリカ共和国では、大統領は下院で議員から選出されており、下院が大統領を除く内閣不信任を議決したときは内閣を改造しなければならない。また、下院が大統領に対して不信任を議決したときは大統領は閣僚とともに辞職しなければならないとされている。なお、下院が新大統領を選出できないときは解散される。

## アジア

### キルギス
キルギスの憲法では、内閣は議会に責任を負い（85条1項）、議会は総議員の過半数の賛成で不信任を決議できる（85条4項）。議会の不信任決議があった場合、大統領は政府の辞職か不信任に対する不同意のいずれかを決定するが（85条6項）、3カ月以内に再度不信任決議があったときは政府の辞職が決定される（85条7項）。

### 日本
日本国政府では、内閣に対して出されるものは内閣不信任決議、地方自治法に基づいて地方議会に出されるものについては不信任決議と呼ばれる。